# 사물리 바우라모
사물리 바우라모(Samuli Vauramo, 1981년 10월 22일 ~ )는 핀란드의 배우이다.
반타에서 태어났다.

## 영화
- 질 앤 조이: 한밤의 수상한 방문객 (2015년)
- 좀비솔져 (2011년) - 콜리야 역
- 분라쿠 (2010년)
- 아메리칸 (2010년)
- 4월의 눈물 (2008년)
- 미녀와 망나니 (2005년) - 수니 역